# Primer ministro de Burkina Faso
El cargo de Primer ministro de Burkina Faso fue creado en 1958, cuando Burkina Faso era una colonia francesa llamada Alto Volta. El cargo está ocupado desde el 7 de diciembre de 2024 por Jean Emmanuel Ouédraogo.

## Historia
Con el fin de la Segunda Guerra Mundial, Francia procedió a una amplia reforma en sus colonias de ultramar y en 1956 se permitía la creación de consejos de gobierno en los territorios coloniales. Así, el 18 de mayo de 1957 se nombraba a Daniel Ouezzin Coulibaly presidente del Consejo de Gobierno de Alto Volta.
Con la incorporación de Alto Volta a la Comunidad francesa en 1958 se creó el puesto de primer ministro que fue ocupado por Maurice Yaméogo hasta diciembre de 1959 cuando el puesto fue abolido. Tras la independencia de la República de Alto Volta (5 de agosto de 1960) el cargo se mantuvo abolido hasta 1971 cuando el militar golpista, Sangoulé Lamizana, restauró el cargo.
El puesto de primer ministro estuvo en vigor, salvo el periodo de vacancia de 1982 a 1983, hasta su abolición por el entonces presidente Thomas Sankara en el año 1984. Esta situación se mantuvo hasta que el nuevo presidente Blaise Compaoré restauró el cargo en 1992. 
Desde este momento el puesto ha tenido cuatro periodos de vacancia: 2014, 2015, 2015-2016 y desde enero a marzo de 2022.

## Mandato
Quien ejerce el cargo es nombrado por el Presidente de Burkina Faso con el consentimiento del poder legislativo y teniendo en cuenta las mayorías parlamentarias (artículo 46). El poder ejecutivo es compartido entre el presidente y el Primer ministro, en quien puede delegar ciertos poderes (artículo 60).
El primer ministro después de su elección debe presentar su acción de gobierno a la Asamblea Nacional  en caso de no obtener la confianza debe presentar su dimisión al presidente (artículo 63).

## Poderes
El primer ministro es el encargado de dirigir la política de la nación, presentar los presupuestos del estado, proponer leyes (artículo 61) y presidir el Consejo de ministros en los casos en los que el presidente no pueda (artículo 47).  En caso de incapacidad temporal del presidente, el jefe del gobierno puede asumir el cargo de manera temporal (artículo 43).
El primer ministro es el jefe del gobierno, encargado de coordinar la acción del gobierno, responsable de la política nacional de defensa, definida por el presidente, asegurar el cumplimiento de las leyes (artículo 63). Como órgano colegiado el gobierno es responsable ante el Parlamento (artículo 62). El primer ministro tiene potestad para determinar la atribución de los miembros del Consejo de ministros (artículo 65).
Cualquier vacancia en el cargo del primer ministro, el gobierno en pleno cesa sus funciones (artículo 69).

## Lista de Jefes de Gobierno (1957-)
| Espectro político       |
| ----------------------- |
| MDV-RDA CDP Militar MPP |

| #                                                                 | Jefe de Gobierno                                                  | Jefe de Gobierno                                                  | Jefe de Gobierno                                                  | Inicio                                                            | Fin                                                               | Partido                                                           | Elecciones                  | Presidente | Presidente                              | Presidente |
| ----------------------------------------------------------------- | ----------------------------------------------------------------- | ----------------------------------------------------------------- | ----------------------------------------------------------------- | ----------------------------------------------------------------- | ----------------------------------------------------------------- | ----------------------------------------------------------------- | --------------------------- | ---------- | --------------------------------------- | ---------- |
| Alto Volta (territorio colonial francés) (1957-1958)              |                                                                   |                                                                   |                                                                   |                                                                   |                                                                   |                                                                   |                             |            |                                         |            |
| 1                                                                 |                                                                   |                                                                   | Daniel Ouezzin Coulibaly (1909-1958)                              | 18 de mayo de 1957                                                | 7 de septiembre de 1958                                           | RDA                                                               | -                           |            | René Coty (1954-1959)                   |            |
| 2                                                                 |                                                                   |                                                                   | Maurice Yaméogo (1923-1993)                                       | 7 de septiembre de 1958                                           | 11 de diciembre de 1958                                           | MDV-RDA                                                           | -                           |            | René Coty (1954-1959)                   |            |
| Alto Volta (Comunidad francesa) (1958-1960)                       |                                                                   |                                                                   |                                                                   |                                                                   |                                                                   |                                                                   |                             |            |                                         |            |
| 3                                                                 |                                                                   |                                                                   | Maurice Yaméogo (1923-1993)                                       | 11 de diciembre de 1958                                           | 11 de diciembre de 1959                                           | MDV-RDA                                                           | -                           |            | Charles de Gaulle (1959-1960)           |            |
| Puesto abolido (11 de diciembre de 1959 - 5 de agosto de 1960)    |                                                                   |                                                                   |                                                                   |                                                                   |                                                                   |                                                                   |                             |            | Charles de Gaulle (1959-1960)           |            |
| República de Alto Volta (1960-1984)                               |                                                                   |                                                                   |                                                                   |                                                                   |                                                                   |                                                                   |                             |            |                                         |            |
| Puesto abolido (5 de agosto de 1960 - 3 de febrero de 1971)       |                                                                   |                                                                   |                                                                   |                                                                   |                                                                   |                                                                   |                             |            |                                         |            |
| 4                                                                 |                                                                   |                                                                   | Gérard Kango Ouedraogo (1925-2014)                                | 13 de febrero de 1971                                             | 8 de febrero de 1974                                              | MDV-RDA                                                           | Designado por el presidente |            | Aboubacar Sangoulé Lamizana (1966-1980) |            |
| 5                                                                 |                                                                   |                                                                   | Sangoulé Lamizana (1916-2005)                                     | 8 de febrero de 1974                                              | 7 de julio de 1978                                                | Militar                                                           | Designado por el presidente |            | Aboubacar Sangoulé Lamizana (1966-1980) |            |
| 6                                                                 |                                                                   |                                                                   | Joseph Conombo (1917-2008)                                        | 7 de julio de 1978                                                | 25 de noviembre de 1980                                           | MDV-RDA                                                           | Designado por el presidente |            | Aboubacar Sangoulé Lamizana (1966-1980) |            |
| 7                                                                 |                                                                   |                                                                   | Saye Zerbo (1932-2013)                                            | 25 de noviembre de 1980                                           | 7 de noviembre de 1982                                            | Militar                                                           | Designado por el presidente |            | Saye Zerbo (1980-1982)                  |            |
| Puesto vacante (7 de noviembre de 1982 - 10 de enero de 1983)     | Puesto vacante (7 de noviembre de 1982 - 10 de enero de 1983)     | Puesto vacante (7 de noviembre de 1982 - 10 de enero de 1983)     | Puesto vacante (7 de noviembre de 1982 - 10 de enero de 1983)     | Puesto vacante (7 de noviembre de 1982 - 10 de enero de 1983)     | Puesto vacante (7 de noviembre de 1982 - 10 de enero de 1983)     | Puesto vacante (7 de noviembre de 1982 - 10 de enero de 1983)     | Designado por el presidente |            | Jean-Baptiste Ouédraogo (1982-1983)     |            |
| 8                                                                 |                                                                   |                                                                   | Thomas Sankara (1949-1987)                                        | 10 de enero de 1983                                               | 17 de mayo de 1983                                                | Militar                                                           | Designado por el presidente |            | Jean-Baptiste Ouédraogo (1982-1983)     |            |
| Puesto abolido (17 de mayo de 1983 - 4 de agosto de 1984)         |                                                                   |                                                                   |                                                                   |                                                                   |                                                                   |                                                                   |                             |            |                                         |            |
| Burkina Faso (1984-)                                              |                                                                   |                                                                   |                                                                   |                                                                   |                                                                   |                                                                   |                             |            |                                         |            |
| Puesto abolido (4 de agosto de 1984 - 16 de junio de 1992)        | Puesto abolido (4 de agosto de 1984 - 16 de junio de 1992)        | Puesto abolido (4 de agosto de 1984 - 16 de junio de 1992)        | Puesto abolido (4 de agosto de 1984 - 16 de junio de 1992)        | Puesto abolido (4 de agosto de 1984 - 16 de junio de 1992)        | Puesto abolido (4 de agosto de 1984 - 16 de junio de 1992)        | Puesto abolido (4 de agosto de 1984 - 16 de junio de 1992)        | 1992                        |            | Blaise Compaoré (1987-2014)             |            |
| 9                                                                 |                                                                   |                                                                   | Youssouf Ouédraogo (1952-2017)                                    | 16 de junio de 1992                                               | 22 de marzo de 1994                                               | CDP                                                               | 1992                        |            | Blaise Compaoré (1987-2014)             |            |
| 10                                                                |                                                                   |                                                                   | Roch Marc Christian Kaboré (1957-)                                | 22 de marzo de 1994                                               | 6 de febrero de 1996                                              | CDP                                                               | -                           |            | Blaise Compaoré (1987-2014)             |            |
| 11                                                                |                                                                   |                                                                   | Kadré Désiré Ouedraogo (1953-)                                    | 6 de febrero de 1996                                              | 7 de noviembre de 2000                                            | CDP                                                               | 1997                        |            | Blaise Compaoré (1987-2014)             |            |
| 12                                                                |                                                                   |                                                                   | Paramanga Ernest Yonli (1956-)                                    | 7 de noviembre de 2000                                            | 11 de junio de 2007                                               | CDP                                                               | 2002                        |            | Blaise Compaoré (1987-2014)             |            |
| 13                                                                |                                                                   |                                                                   | Tertius Zongo (1957-)                                             | 11 de junio de 2007                                               | 18 de abril de 2011                                               | CDP                                                               | 2007                        |            | Blaise Compaoré (1987-2014)             |            |
| 14                                                                |                                                                   |                                                                   | Luc-Adolphe Tiao (1954-)                                          | 18 de abril de 2011                                               | 30 de octubre de 2014                                             | CDP                                                               | 2012                        |            | Blaise Compaoré (1987-2014)             |            |
| Puesto vacante (30 de octubre de 2014 - 19 de noviembre de 2014)  | Puesto vacante (30 de octubre de 2014 - 19 de noviembre de 2014)  | Puesto vacante (30 de octubre de 2014 - 19 de noviembre de 2014)  | Puesto vacante (30 de octubre de 2014 - 19 de noviembre de 2014)  | Puesto vacante (30 de octubre de 2014 - 19 de noviembre de 2014)  | Puesto vacante (30 de octubre de 2014 - 19 de noviembre de 2014)  | Puesto vacante (30 de octubre de 2014 - 19 de noviembre de 2014)  | -                           |            | Michel Kafando (2014-2015)              |            |
| -                                                                 |                                                                   |                                                                   | Isaac Zida (1965-) primer ministro interino                       | 19 de noviembre de 2014                                           | 17 de septiembre de 2015                                          | Militar                                                           | -                           |            | Michel Kafando (2014-2015)              |            |
| Puesto vacante (17 de septiembre - 30 de septiembre de 2015)      |                                                                   |                                                                   |                                                                   |                                                                   |                                                                   |                                                                   | -                           |            | Michel Kafando (2014-2015)              |            |
| -                                                                 |                                                                   |                                                                   | Isaac Zida (1965-) primer ministro interino                       | 30 de septiembre de 2015                                          | 29 de diciembre de 2015                                           | Militar                                                           | -                           |            | Michel Kafando (2014-2015)              |            |
| Puesto vacante (29 de diciembre de 2015 - 6 de enero de 2016)     | Puesto vacante (29 de diciembre de 2015 - 6 de enero de 2016)     | Puesto vacante (29 de diciembre de 2015 - 6 de enero de 2016)     | Puesto vacante (29 de diciembre de 2015 - 6 de enero de 2016)     | Puesto vacante (29 de diciembre de 2015 - 6 de enero de 2016)     | Puesto vacante (29 de diciembre de 2015 - 6 de enero de 2016)     | Puesto vacante (29 de diciembre de 2015 - 6 de enero de 2016)     | 2015                        |            | Roch Marc Christian Kaboré (2015-2022)  |            |
| 15                                                                |                                                                   |                                                                   | Paul Kaba Thieba (1960-)                                          | 6 de enero de 2016                                                | 24 de enero de 2019                                               | Independiente                                                     | 2015                        |            | Roch Marc Christian Kaboré (2015-2022)  |            |
| 16                                                                |                                                                   |                                                                   | Christophe Joseph Marie Dabiré (1948-)                            | 24 de enero de 2019                                               | 10 de diciembre de 2021                                           | Independiente                                                     | 2015                        |            | Roch Marc Christian Kaboré (2015-2022)  |            |
| 17                                                                |                                                                   |                                                                   | Lassina Zerbo (1963-)                                             | 10 de diciembre de 2021                                           | 24 de enero de 2022                                               | Independiente                                                     | 2015                        |            | Roch Marc Christian Kaboré (2015-2022)  |            |
| Puesto vacante (24 de enero de 2022 - 3 de marzo de 2022)         | Puesto vacante (24 de enero de 2022 - 3 de marzo de 2022)         | Puesto vacante (24 de enero de 2022 - 3 de marzo de 2022)         | Puesto vacante (24 de enero de 2022 - 3 de marzo de 2022)         | Puesto vacante (24 de enero de 2022 - 3 de marzo de 2022)         | Puesto vacante (24 de enero de 2022 - 3 de marzo de 2022)         | Puesto vacante (24 de enero de 2022 - 3 de marzo de 2022)         |                             |            | Paul Sandaogo Damiba (2022)             |            |
| -                                                                 |                                                                   |                                                                   | Albert Ouédraogo (1969-)                                          | 3 de marzo de 2022                                                | 30 de septiembre de 2022                                          | Independiente                                                     |                             |            | Paul Sandaogo Damiba (2022)             |            |
| Puesto vacante (30 de septiembre de 2022 - 21 de octubre de 2022) | Puesto vacante (30 de septiembre de 2022 - 21 de octubre de 2022) | Puesto vacante (30 de septiembre de 2022 - 21 de octubre de 2022) | Puesto vacante (30 de septiembre de 2022 - 21 de octubre de 2022) | Puesto vacante (30 de septiembre de 2022 - 21 de octubre de 2022) | Puesto vacante (30 de septiembre de 2022 - 21 de octubre de 2022) | Puesto vacante (30 de septiembre de 2022 - 21 de octubre de 2022) |                             |            | Ibrahim Traore (2022-)                  |            |
| -                                                                 |                                                                   |                                                                   | Apollinaire Joachim Kyélem de Tambèla (1955-)                     | 21 de octubre de 2022                                             | 6 de diciembre de 2024                                            | Independiente                                                     |                             |            | Ibrahim Traore (2022-)                  |            |
| -                                                                 |                                                                   |                                                                   | Jean Emmanuel Ouédraogo (1980-)                                   | 7 de diciembre de 2024                                            | Presente                                                          | Independiente                                                     |                             |            | Ibrahim Traore (2022-)                  |            |